# Ebbe Sand
Ebbe Sand (Aalborg, 19 juli 1972) is een voormalig Deens voetballer. In 1998 werd hij verkozen tot Deens voetballer van het jaar. Sand voetbalde in zijn professionele voetbalcarrière voor Brøndby IF en FC Schalke 04 voor hij na het seizoen 2006 een punt achter zijn carrière zette.

## Clubcarrière
Sand begon met voetballen als vijfjarige bij Hadsund Boldklub. Daar bleef hij tot 1992, toen hij verkaste naar Brøndby - een van de Deense topclubs. Sand scoorde in zijn jaren voor Brøndby 69 keer. In het seizoen 1999/2000 ging hij naar het Duitse FC Schalke 04. Sand was een van de belangrijkste spelers binnen de ploeg. Na het seizoen 2005/06 beëindigde hij zijn carrière als profvoetballer om een functie binnen de staf van Silkeborg IF te gaan bekleden.

## Interlandcarrière
Sand kwam 66 keer uit voor de Deense nationale ploeg. Daarin wist de spits 22 doelpunten te maken. Hij maakte zijn debuut onder leiding van bondscoach Bo Johansson op 22 april 1998 in de vriendschappelijke thuiswedstrijd tegen Noorwegen (0-2), toen hij een aanvalskoppel vormde met Brian Laudrup.

## Clubstatistieken
| Seizoen | Club          | Competitie | Duels | Goals |
| ------- | ------------- | ---------- | ----- | ----- |
| 1992/93 | Brøndby IF    | SAS Ligaen | 1     | 0     |
| 1993/94 | Brøndby IF    | SAS Ligaen | 4     | 1     |
| 1994/95 | Brøndby IF    | SAS Ligaen | 8     | 2     |
| 1995/96 | Brøndby IF    | SAS Ligaen | 30    | 12    |
| 1996/97 | Brøndby IF    | SAS Ligaen | 29    | 7     |
| 1997/98 | Brøndby IF    | SAS Ligaen | 33    | 28    |
| 1998/99 | Brøndby IF    | SAS Ligaen | 31    | 19    |
| 1999/00 | FC Schalke 04 | Bundesliga | 32    | 14    |
| 2000/01 | FC Schalke 04 | Bundesliga | 33    | 22    |
| 2001/02 | FC Schalke 04 | Bundesliga | 28    | 11    |
| 2002/03 | FC Schalke 04 | Bundesliga | 33    | 6     |
| 2003/04 | FC Schalke 04 | Bundesliga | 30    | 8     |
| 2004/05 | FC Schalke 04 | Bundesliga | 28    | 8     |
| 2005/06 | FC Schalke 04 | Bundesliga | 30    | 4     |
| Totaal  | Totaal        | Totaal     | 366   | 149   |

## Erelijst
Brøndby IF
- Superligaen

1996, 1997, 1998
- Deense beker

1998
- Topscorer Superligaen

1998 (28 goals)